# Pont du Général-Rafael-Urdaneta
Le pont du Général-Rafael-Urdaneta, ou pont de Maracaibo, est situé à l'embouchure du lac Maracaibo dans l'ouest du Venezuela. Le pont relie Maracaibo au reste du pays. L'ouvrage commémore le général Rafael Urdaneta, héros des guerres d'indépendance en Amérique du Sud.

## Description
Le pont Urdaneta est un pont à haubans mesurant 8 678 m entre les deux rives. Il est réalisé principalement en béton précontraint. Les tours culminent à 92,5 mètres. Le pont est réservé au trafic routier.
Le concours d'architecture, lancé en 1957, a été remporté par l'italien Riccardo Morandi, seul, sur douze candidats, à présenter un projet entièrement en béton. Il avait défendu son projet en promettant des coûts d'entretien moindres et disposait de références en béton précontraint.
Selon le concepteur de ponts Michel Virlogeux, l'ouvrage mérite de faire partie de la série des ponts les plus célèbres au monde, parmi le pont du Golden Gate, le pont du Forth, le pont de Brooklyn et le viaduc de Garabit.

### Caractéristiques techniques
Le pont "General Rafael Urdaneta" est reconnu comme l'un des plus grands exploits de l'ingénierie de l'histoire du Venezuela. Le voici résumé en quelques chiffres :
- longueur exacte : 8 678,90 mètres ;
- 135 arches divisent le viaduc de bout en bout ;
- 134 piles soutiennent la structure de Punta Iguana à Punta Piedra ;
- il dispose de 4 voies de circulation de 3,60 mètres chacune avec terre-plein central ;
- la construction a demandé 40 mois de travail, d’avril 1959 à août 1962 ;
- cinq points de surveillance avec caméras et dispositifs de sécurité numériques sont installés le long du pont ;
- les 6 piles de la partie centrale mesurent 92,5 mètres de haut ;
- cinq sections navigables de 235 mètres d’amplitude et 45 mètres de hauteur libre ;
- les 6 piles centrales (No 20 à 25) ont chacune 16 câbles, répartis en 4 sections, pour un total de 384 câbles haubans et chacun supporte 180 tonnes ;
- 150 000 tonnes de ciment ont été utilisées dans sa construction ;
- au plus fort de sa construction, 2 630 ouvriers étaient employés.

## Histoire

### Genèse
Au début des années 1950, avec la croissance économique de Maracaibo, capitale de l'État de Zulia, le ministère vénézuélien des transports envisagea la construction d'une infrastructure nouvelle pour relier rapidement la ville au reste du Venezuela. Le projet, présenté à la presse internationale par le gouvernement du général Marcos Pérez Jiménez, fut confié en 1956 à la filiale locale de la société française Campenon Bernard qui devait créer un site dédié pour la construction d'un pont qui devait traverser le lac de Maracaibo dans le sens est-ouest. Parmi les cinq tracés possibles, Capitán Chico-Altagracia, La Ciega-Punta Leiva, Punta Santa Lucía-Palmarejo, San Francisco-Punta Chamado et Punta Piedras-Punta Iguana, c'est ce dernier qui fut retenu car l'érosion du littoral y était la plus faible mais aussi la moins habitée.
Le projet présenté par l'entreprise était un ouvrage métallique qui fut refusé au vu des conditions climatiques particulières avec un taux d'humidité particulièrement élevé toute l'année ce qui aurait engendré des coûts de maintenance très élevés.
Le besoin de relier les deux rives du lac devenant impérieux, le gouvernement vénézuélien lança en 1957 un appel à concours de conception international. Douze concepteurs remirent leur projet et c'est le bureau d'études de l'ingénieur italien Riccardo Morandi qui l'emporta.

### Construction et inauguration
Le projet de Riccardo Morandi était le seul à prévoir un ouvrage sous forme de viaduc en béton armé et béton précontraint, technique jusqu'alors inconnue au Venezuela. Le coût estimé des projets oscillait entre 284 et 760 millions de bolivars.
Le nom de l'ouvrage fera l'objet d'une large campagne médiatique radiophonique dirigée par  Vinicio Nava Urribarrí, qui organisa une véritable consultation nationale pour donner un nom à cet ouvrage exceptionnel. Le choix se porta sur le nom d'un héros de l'indépendance nationale : le général Rafael Urdaneta.
La réalisation de l'ouvrage long de 8 679 mètres a été confiée à plusieurs entreprises dont : Grün & Bilfinger, Julius Berger, Bauboag AG, Philipp Holzmann AG, Precomprimido C.A., Wayss & Freytag et K Ingeniería qui employèrent 2 860 ouvriers et mirent en œuvre 150 000 tonnes de ciment et 22 000 tonnes d'acier. La totalité du viaduc de Morandi a couté 350 millions de bolivars soit environ 100 millions US$ de l'époque,.
L'ouvrage a été inauguré le 24 août 1962 par le président de la République vénézuélienne Rómulo Betancourt.

### La catastrophe de 1964
Le 6 avril 1964 à 6h45, le pétrolier Esso Maracaibo chargé de près de 36 000 tonnes de pétrole est victime d'une panne électrique qui le rend ingouvernable ; à la dérive, il heurte les piles 31 et 32 de la partie d'approche du viaduc entraînant l'effondrement de 259 mètres de tablier et la chute de plusieurs véhicules qui circulaient sur le pont. Le bilan est de cinq morts. La forme très particulière de ces piles a pu, un temps, être mise en cause, mais qui aurait pu réaliser un viaduc qui résiste au choc d'un pétrolier de ce gabarit,, ?
L'ouvrage, grâce à sa conception particulière a été rapidement remis en état et rouvert à la circulation à peine huit mois et six jours plus tard.
Le 3 novembre 1999, le cargo Espartana lourdement chargé de ciment vient frapper à son tour la pile 24 du viaduc sans provoquer de dégâts importants.

### Remplacement
La construction d'un deuxième pont est envisagée depuis 1982. Des études sont réalisées depuis 2000. Le coût de ce nouveau pont est estimé à 440 millions de dollars, financés principalement par des fonds privés en contrepartie d'un péage.

## Sources
- (en) Cet article est partiellement ou en totalité issu de l’article de Wikipédia en anglais intitulé « General Rafael Urdaneta Bridge » (voir la liste des auteurs).

## Liens

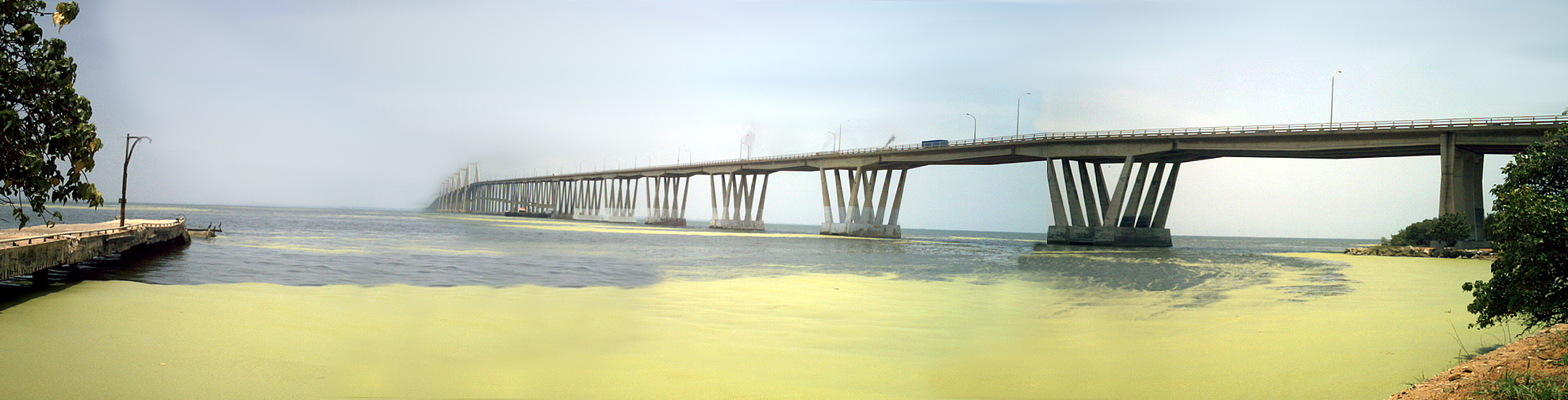
Vue panoramique du pont.

- (fr) Fiche technique sur Structurae
- Riccardo Morandi
- (fr) Riccardo Morandi sur Structurae
- (fr) Le deuxième pont sur le lac de Maracaibo sur Structurae
- (en) Informations sur Maracaibo, incluant le pont
- (en) Article sur la collision de 1964